# شاطئ سيونج
شاطئ سيونج هي واحدة من المناطق السياحة التي تقع في كيكامتان تيبوس، وتقع على وجه التحديد في دوسون دويت التابعة لكيكامتان تيبوس في منطقة جونونحكيدول في محافظة يوغياكارتا في إندونيسيا. يقع الشاطئ على بعد حوالى 77 كم من يوجياكرتا وله مواقع سفر مغامرة مثل تسلق الصخور مع 250 مسار دولى.
على طول الطريق إلى موقع الشاطئ، يستتمتع المسافر بإطلالة على تلال الحجر الجيري المغطاة بأشجار الساج. الطريق متعرج وصاعد، وهو تحد يجب أن تمر قبل الوصول إلى شاطئ سيونج. ومع ذلك فالرحلة رحلة مرهقة تؤتي ثمارها عندما يتواجد المسافر في المنطقة شاطئ سيونج. الشاطئ يتميز بالرمال البيضاء والأمواج الصوتية.
نظرًا لأن الشاطئ معزول جدًا، كانت وسائل الراحة المتاحة غير كافية، ومنطقة وقوف السيارات فقط هي المتاحة، ولا توجد مراحيض. لا تتوفر أي إقامة في الفندق، ولكن إذا كان المسافر يرغب في قضاء ليلة في سيونج، يمكنك استخدام متسلقي المنازل الذي يشبه المنزل على ركائز تتسع لحوالي 20 شخصًا. ويمكنك إحضار خيام خاصة التي يمكن استخدامها حول المنحدرات.